# Thomas Tallis School
Die Thomas Tallis School ist eine nach dem britisch englischen Renaissance-Komponisten Thomas Tallis benannte, breitgefächerte Comprehensive School (Gesamtschule) für Schüler im Alter von elf bis 19 Jahren in Kidbrooke im Royal Borough of Greenwich. Die Schule versteht sich als eine besonders auf die Künste ausgerichtete Bildungseinrichtung. Sie nimmt am Leading Edge Partnership programme des britischen Ministeriums für Kinder, Schule und Familie teil.
Die Schule wurde 1971 für damals 850 Schüler errichtet. Im Juni 2011 hatte sie bereits knapp 2000 Schüler. Ihr Standort ist auf einem ehemaligen Gelände der Royal Air Force. Es wurde eine blue plaque (eine blaue Plakette) in einem der gebäudeverbindenden Korridore der Schule angebracht, um auf diese Tatsache hinzuweisen. 
Die Thomas Tallis School dient als Schauplatz für die im Klett-Verlag erschienenen Englischbücher Blue Line, Green Line und Red Line.